# Pyrenophora tritici-repentis
Pyrenophora tritici-repentis (Died.) Drechsler – gatunek grzybów z klasy Dothideomycetes. Pasożyt roślin, u zbóż wywołujący chorobę o nazwie brunatna plamistość liści.

## Systematyka i nazewnictwo
Pozycja w klasyfikacji według Index Fungorum: Pyrenophora, Pleosporaceae, Pleosporales, Pleosporomycetidae, Dothideomycetes, Pezizomycotina, Ascomycota, Fungi.
Po raz pierwszy zdiagnozował go w 1903 r. Hermann Diedicke nadając mu nazwę Pleospora tritici-repentis. Obecną, uznaną przez Index Fungorum nazwę nadał mu w 1923 r. Drechsler.
Synonimy:

- Drechslera tritici-repentis (Died.) Shoemaker 1959
- Drechslera tritici-vulgaris (Y. Nisik.) S. Ito 1930
- Helminthosporium tritici-repentis Died. 1903
- Helminthosporium tritici-vulgaris Y. Nisik. 1928
- Pleospora culmorum Sacc. 1883
- Pleospora sarcocystis (Berk. & M.A. Curtis) Sacc. 1883
- Pleospora trichostoma (Fr.) Fuckel 1870
- Pleospora tritici-repentis Died. 1903
- Pyrenophora sarcocystis (Berk. & M.A. Curtis) Ravenel
- Pyrenophora trichostoma (Fr.) Fr. 1869
- Pyrenophora trichostoma f. alpestris Rehm 1885
- Pyrenophora trichostoma (Fr.) Fr. 1869 f. trichostoma
- Pyrenophora tritici-vulgaris J.G. Dicks. 1956
- Sphaeria culmorum Cooke 1874
- Sphaeria sarcocystis Berk. & M.A. Curtis 1876
- Sphaeria trichostoma Fr. 1823

Anamorfa: Drechslera tritici-repentis (Died.) Shoemaker 1959.

## Morfologia
Grzyb mikroskopijny. Konidiofory wyrastają pojedynczo, lub w grupach po 2-3, przeciskając się przez aparaty szparkowe, lub między komórkami naskórka porażonych roślin. Są proste, elastyczne, cylindryczne, lub lekko zwężające się, często nabrzmiałe u podstawy. Powierzchnia o barwie blado lub średniobrązowej, gładka. Mają długość zazwyczaj do 250 μm, szerokość 6–12 μm przy nabrzmiałej podstawie do 15 μm. Czasami pojawiają się konidiofory osiągające długość do 400 μm. Konidia powstają pojedynczo, są proste lub zagięte, cylindryczne z zaokrąglonymi wierzchołkami i podstawą wyraźnie stożkowatą lub o charakterystycznym kształcie głowy węża. Są subhialinowe, lub nieco blado słomkowe, gładkie, cienkościenne, posiadają zazwyczaj (1) 5–7 (9) pseudoprzegród. Stare konidia są na tych pseudoprzegrodach zwężone. Mają długość 80–250 μm, szerokość w najszerszej części 14–20 μm, u podstawy 3–4 μm.
Zimuje na resztkach pożniwnych, na porażonym ziarnie, na dziko rosnących trawach oraz na oziminach. Wiosną rozwijają się na nich pseudotecja o rozmiarach 180–290 × 24–60 μm. Zawierają bitunikowe worki o kształcie cylindrycznym, lub cylindryczno-maczugowatym. Powstaje w nich po 8 askospor, początkowo bezbarwnych, później żółtobrązowych. Askospory mają rozmiar 42–69 × 14–29 μm, elipsoidalny lub podłużny kształt i zaokrąglone obydwa końce. Posiadają trzy przegrody poprzeczne, a czasami także jedną podłużną. Zarówno askospory, jak i konidia przenoszone są przez wiatr.
Grzybnia hoduje się łatwo na sztucznych pożywkach, ale konidiogeneza odbywa się tylko w ciemności.

## Występowanie i siedlisko
Gatunek szeroko rozprzestrzeniony na całym świecie. Pasożytuje na roślinach z rodziny wiechlinowatych. Opisano jego występowanie na pszenicy, życie, pszenżycie, jęczmieniu. oraz na perzu właściwym i cynodonie palczastym.